# ليزلي هيل
ليزلي هيل (بالإنجليزية: Leslie Hill)‏ هو ناقد أدبي بريطاني، ولد في 21 سبتمبر 1949.